# Frank J. Selke Trophy
Il Frank J. Selke Trophy è un premio istituito dalla National Hockey League che viene assegnato all'attaccante che dimostra la maggiore abilità nella fase difensiva del gioco. Il vincitore viene scelto da una commissione di esperti della Professional Hockey Writers' Association al termine della stagione regolare. Il premio è stato assegnato per 38 volte a 24 diversi giocatori fin dalla sua creazione nella stagione 1977-78.

## Storia
Il trofeo fu assegnato per la prima volta al termin della stagione 1977-78. Il suo nome fu scelto in ricordo di Frank J. Selke, ex-general manager dei Toronto Maple Leafs e dei Montreal Canadiens. Il Selke Trophy fu in ordine cronologico il quinto ed ultimo trofeo istituito in ricordo di altrettanti General Manager e proprietari delle squadre fondatrici della NHL, soprannominate anche "Original Six", insieme all'Art Ross Trophy, il James Norris Trophy, il Conn Smythe Trophy ed il Jack Adams Award.
Il primo giocatore a ricevere il premio fu il giocatore dei Canadiens Bob Gainey, il quale avrebbe vinto anche per le tre stagioni successive, detenendo da allora il record di Selke Trophy vinti. Nella speciale classifica Guy Carbonneau, Jere Lehtinen, Pavel Dacjuk e Patrice Bergeron sono al secondo posto con tre trofei vinti ciascuno. I Montreal Canadiens ed i Detroit Red Wings hanno vinto il trofeo sette volte ciascuno.
Soltanto una volta nella storia della NHL il vincitore del Selke Trophy fu anche premiato con l'Hart Memorial Trophy come Most Valuable Player della stagione regolare; nella stagione 1993-94 vi riuscì il russo Sergej Fëdorov. Nel corso dello stesso campionato Fëdorov sfiorò anche l'impresa di aggiudicarsi l'Art Ross Trophy, arrivando però in seconda posizione nella classifica dei cannonieri.

## Albo d'oro

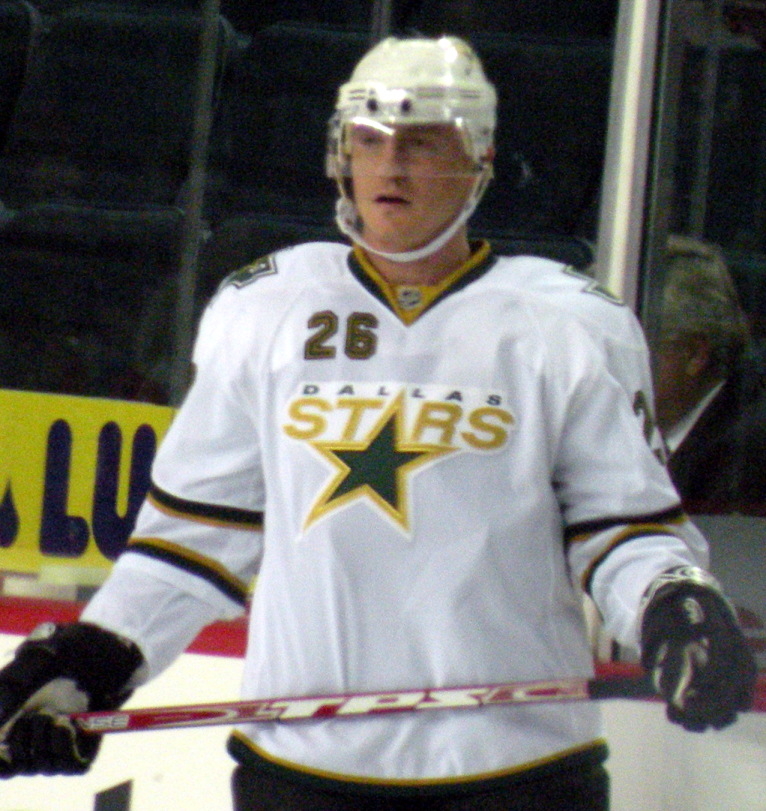
Jere Lehtinen, tre volte vincitore

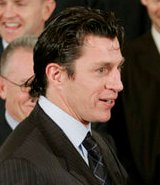
Rod Brind'Amour, due volte vincitore

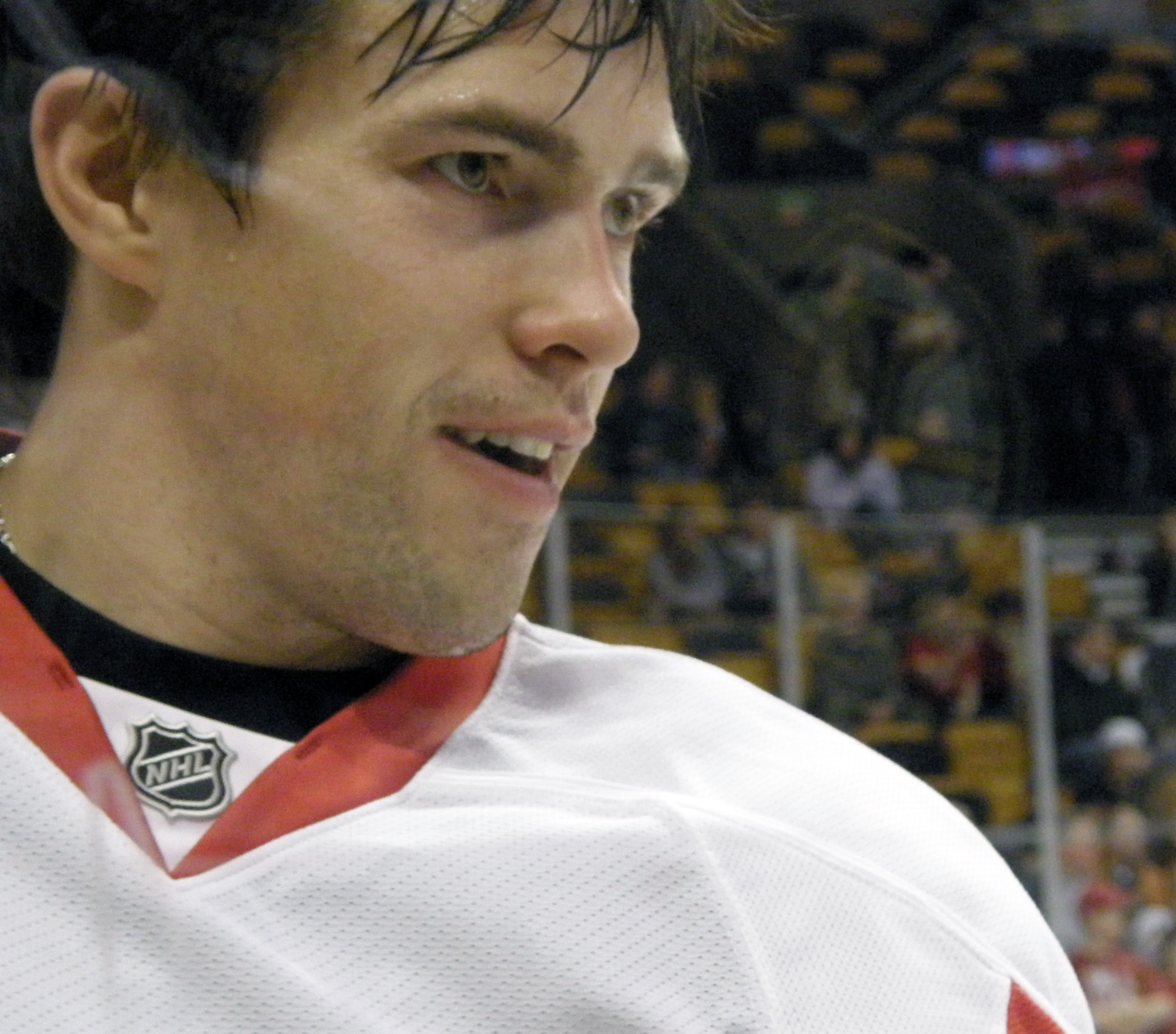
Pavel Dacjuk, tre volte vincitore

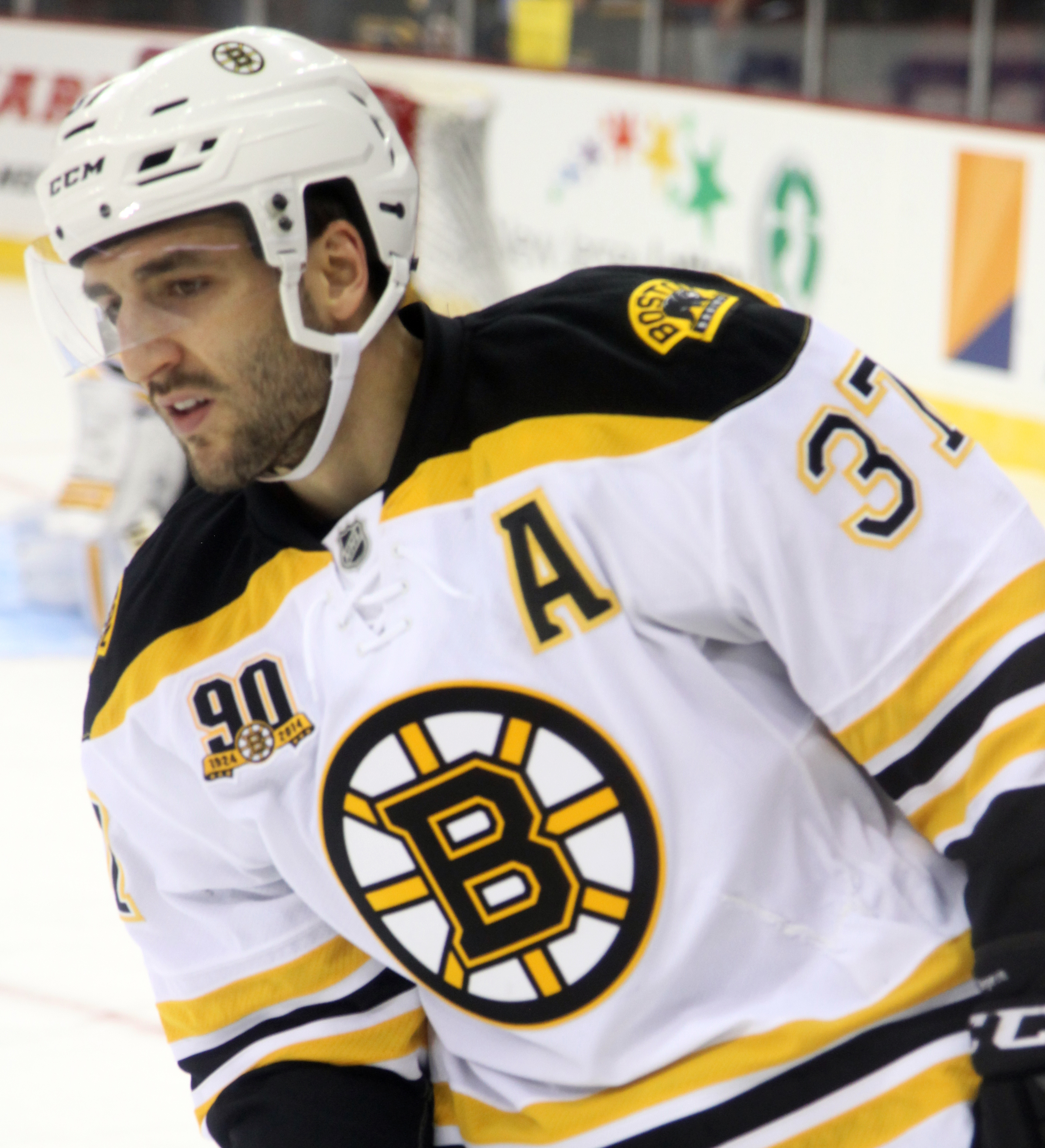
Patrice Bergeron, tre volte vincitore

| C | Centro | AD | Ala destra | AS | Ala sinistra |

     Giocatore ancora in attività nella NHL.
| Stagione  | Vincitore                            | Squadra                              | Posizione                            | Vittoria #                           |
| --------- | ------------------------------------ | ------------------------------------ | ------------------------------------ | ------------------------------------ |
| 1977-78   | Bob Gainey                           | Montreal Canadiens                   | AS                                   | 1                                    |
| 1978-79   | Bob Gainey                           | Montreal Canadiens                   | AS                                   | 2                                    |
| 1979-80   | Bob Gainey                           | Montreal Canadiens                   | AS                                   | 3                                    |
| 1980-81   | Bob Gainey                           | Montreal Canadiens                   | AS                                   | 4                                    |
| 1981-82   | Steve Kasper                         | Boston Bruins                        | C                                    | 1                                    |
| 1982-83   | Bobby Clarke                         | Philadelphia Flyers                  | C                                    | 1                                    |
| 1983-84   | Doug Jarvis                          | Washington Capitals                  | C                                    | 1                                    |
| 1984-85   | Craig Ramsay                         | Buffalo Sabres                       | AS                                   | 1                                    |
| 1985-86   | Troy Murray                          | Chicago Black Hawks                  | C                                    | 1                                    |
| 1986-87   | Dave Poulin                          | Philadelphia Flyers                  | C                                    | 1                                    |
| 1987-88   | Guy Carbonneau                       | Montreal Canadiens                   | C                                    | 1                                    |
| 1988-89   | Guy Carbonneau                       | Montreal Canadiens                   | C                                    | 2                                    |
| 1989-90   | Rick Meagher                         | St. Louis Blues                      | C                                    | 1                                    |
| 1990-91   | Dirk Graham                          | Chicago Blackhawks                   | AD                                   | 1                                    |
| 1991-92   | Guy Carbonneau                       | Montreal Canadiens                   | C                                    | 3                                    |
| 1992-93   | Doug Gilmour                         | Toronto Maple Leafs                  | C                                    | 1                                    |
| 1993-94   | Sergej Fëdorov                       | Detroit Red Wings                    | C                                    | 1                                    |
| 1994-95   | Ron Francis                          | Pittsburgh Penguins                  | C                                    | 1                                    |
| 1995-96   | Sergej Fëdorov                       | Detroit Red Wings                    | C                                    | 2                                    |
| 1996-97   | Michael Peca                         | Buffalo Sabres                       | C                                    | 1                                    |
| 1997-98   | Jere Lehtinen                        | Dallas Stars                         | AD                                   | 1                                    |
| 1998-99   | Jere Lehtinen                        | Dallas Stars                         | AD                                   | 2                                    |
| 1999-2000 | Steve Yzerman                        | Detroit Red Wings                    | C                                    | 1                                    |
| 2000-01   | John Madden                          | New Jersey Devils                    | C                                    | 1                                    |
| 2001-02   | Michael Peca                         | New York Islanders                   | C                                    | 2                                    |
| 2002-03   | Jere Lehtinen                        | Dallas Stars                         | AD                                   | 3                                    |
| 2003-04   | Kris Draper                          | Detroit Red Wings                    | C                                    | 1                                    |
| 2004-05   | Premio non assegnato per il lockout. | Premio non assegnato per il lockout. | Premio non assegnato per il lockout. | Premio non assegnato per il lockout. |
| 2005-06   | Rod Brind'Amour                      | Carolina Hurricanes                  | C                                    | 1                                    |
| 2006-07   | Rod Brind'Amour                      | Carolina Hurricanes                  | C                                    | 2                                    |
| 2007-08   | Pavel Dacjuk                         | Detroit Red Wings                    | C                                    | 1                                    |
| 2008-09   | Pavel Dacjuk                         | Detroit Red Wings                    | C                                    | 2                                    |
| 2009-10   | Pavel Dacjuk                         | Detroit Red Wings                    | C                                    | 3                                    |
| 2010-11   | Ryan Kesler                          | Vancouver Canucks                    | C                                    | 1                                    |
| 2011-12   | Patrice Bergeron                     | Boston Bruins                        | C                                    | 1                                    |
| 2012-13   | Jonathan Toews                       | Chicago Blackhawks                   | C                                    | 1                                    |
| 2013-14   | Patrice Bergeron                     | Boston Bruins                        | C                                    | 2                                    |
| 2014-15   | Patrice Bergeron                     | Boston Bruins                        | C                                    | 3                                    |
| 2015-16   | Anže Kopitar                         | Los Angeles Kings                    | C                                    | 1                                    |
| 2016-17   | Patrice Bergeron                     | Boston Bruins                        | C                                    | 4                                    |
| 2017-18   | Anže Kopitar                         | Los Angeles Kings                    | C                                    | 2                                    |
| 2018-19   | Ryan O'Reilly                        | St. Louis Blues                      | C                                    | 1                                    |
| 2019-20   | Sean Couturier                       | Philadelphia Flyers                  | C                                    | 1                                    |
| 2020-21   | Aleksander Barkov                    | Florida Panthers                     | C                                    | 1                                    |
| 2021-22   | Patrice Bergeron                     | Boston Bruins                        | C                                    | 5                                    |